# Rush (obrona)
Rushing, pospieszanie – sposób przeprowadzania akcji defensywnej w futbolu amerykańskim polegający na biegu obrońców w stronę rozgrywającego lub kopacza drużyny atakującej na wskroś linii wznowienia gry tuż po rozpoczęciu akcji.
Celem tego typu szarży jest powalenie, przepchnięcie albo zmuszenie do błędu rozgrywającego, lub też zablokowanie albo przeszkodzenie kopaczowi.